# Minihof-Liebau
Minihof-Liebau  är en ort och kommun i Österrike. Den ligger i distriktet Jennersdorf i förbundslandet Burgenland, i den östra delen av landet, 150 km söder om huvudstaden Wien. Den gränsar i söder till Slovenien.
Kommunen består av tre orter (Ortschaften) (inom parentes invånarantal 1 januari 2024):
- Minihof-Liebau (313)
- Tauka (286)
- Windisch-Minihof (446)